# Colchester (Vermont)
Colchester é uma vila do estado americano de Vermont, no Condado de Chittenden.

## Geografia
De acordo com o United States Census Bureau, a cidade tem uma área de 151,7 km², onde 94,1 km² estão cobertos por terra e 57,6 km² por água.

## Demografia
Segundo o censo nacional de 2010, a sua população é de 17 067 habitantes e sua densidade populacional é de 181,43 hab/km². É a quarta localidade mais populosa de Vermont. Possui 7 104 residências, que resulta em uma densidade de 75,52 residências/km².